# Трансп'ютер

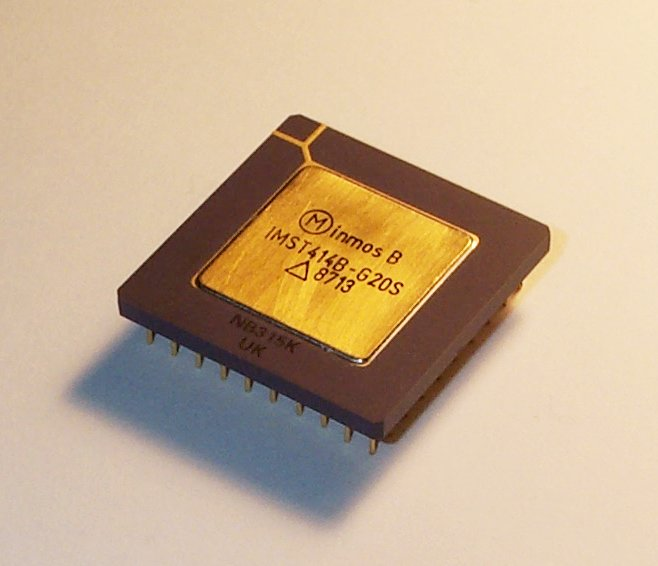
32 бітний трансп'ютерний чип IMST414B (1989)

Трансп'ютер (англ. transputer) — елемент побудови багатопроцесорних систем, виконаний на одному кристалі великої інтегральної схеми, продукт англійської компанії INMOS Ltd. (нині - підрозділ STMicroelectronics).
Термін трансп'ютер походить від слів Transistor і Computer. Такий генезис повинен, на думку розробників, підкреслювати можливість побудови складних обчислювальних комплексів на базі трансп'ютерів, де їх роль уподібнювалася б ролі транзисторів, що є основним елементом при проектуванні електронних схем. Інша інтерпретація: trans - put - er — той, хто передає, вказує на присутність вбудованих швидкісних пристроїв введення/виводу для обміну з сусідніми процесорами.
Паралельна система може створюватися з набору трансп'ютерів, які функціонують незалежно і взаємодіють через послідовні канали зв'язку. Такі системи можна проектувати і програмувати на мові Occam, заснованій на концепції взаємодіючих процесів, або на інших мовах (наприклад, Concurrent C, Concurrent Fortran), що мають відповідні засоби.
Мова програмування Occam була розроблена компанією INMOS на основі теорії Тоні Гоара (англ. C. A. R. Hoare) про взаємодію процесів. Occam є алголо-подібною мовою високого рівня; при цьому мова оптимізована з точки зору ефективності його трансляції в  систему команд трансп'ютера. Спочатку INMOS навіть пропонувала сприймати Occam як трансп'ютерного асемблера, але пізніше випустила пакет низькорівневих засобів для розробників компіляторів, а також включила в Occam припис GUY, що дозволяє вставляти код на рівні процесора.
Трансп'ютери успішно використовувалися в різних областях - від вбудованих систем до суперЕОМ. Нині трансп'ютери не виробляються, по причині витіснення схожими розробками конкурентів, особливо Texas Instruments (TMS320) і Intel (80860). Прийнято вважати, що концепція трансп'ютерів зробила помітний вплив на розвиток мікропроцесорної техніки 1980-1990-х років. Так, термін лінк (link) - фізичний канал зв'язку між паралельно працюючими процесорами - прийшов з трансп'ютерів, а протокол трансп'ютерного лінка став стандартом IEEE.